# 26906 Rubidia
26906 Rubidia (tên chỉ định: 1996 BH4) là một tiểu hành tinh vành đai chính. Nó được phát hiện bởi Robert Weber ở Socorro, New Mexico, ngày 22 tháng 1 năm 1996. Nó được đặt theo tên Rubidia Mendez-Harris.